# My Gym Partner's a Monkey
My Gym Partner's a Monkey (no Brasil, Meu Amigo da Escola É Um Macaco) é uma série de desenho animado estadunidense produzida pela Cartoon Network Studios e exibida pela Cartoon Network de 26 de dezembro de 2005 a 27 de novembro de 2008, totalizando cinquenta e dois episódios em quatro temporadas. Criada por Timothy Cahill e Julie McNally Cahill, a série conta a história de Adam Lyon, um garoto transferido para uma escola de animais antropomórficos, onde se torna amigo de Jake Spidermonkey, um macaco. Na dublagem em língua portuguesa, os personagens principais se chamam Adão Leão e Jake Macaco-Aranha. A série estreou no dia 26 de dezembro de 2005 no Cartoon Network dos Estados Unidos.
A dublagem original em língua inglesa inclui Nika Futterman e Tom Kenny como as vozes de Adam Lyon e Jake Spidermonkey, respectivamente. Rick Gomez, Grey DeLisle, Maurice LaMarche, Phil LaMarr e Brian Doyle-Murray interpretaram os demais personagens. Com classificação de não recomendado para menores de 7 anos, nos Estados Unidos, My Gym Partner's a Monkey foi recebido positivamente pela crítica, rendendo-lhe quatro indicações ao Annie Award e uma vitória no Emmy Award.
No mundo lusófono, a série foi exibida diariamente no Brasil pelo canal de televisão por assinatura do Cartoon Network, entre 2005 e 2008 em sua programação original. Na rede aberta, foi exibida pelo SBT no Bom Dia & Cia entre 2006 e 2009, sob a classificação indicativa de livre para todos os públicos. A série ainda contém reprises em exibição na televisão por assinatura pelo canal Tooncast. A transmissão do SBT contou com a dublagem de Luciano Monteiro, Gustavo Nader, Jorge Vasconcellos e Carla Pompílio nos papéis principais do desenho animado. Na televisão portuguesa, o canal Cartoon Network Europa transmitiu a série em sua programação, na versão original.

## Enredo
"Eu ia para uma escola
onde tudo era normal
Por causa do meu nome
Meu amigo é um animal"

—Abertura de My Gym Partner's a Monkey.
My Gym Partner's a Monkey conta a história de Adam Lyon, um menino de doze anos, que, após um erro de digitação de seu nome (Adam Lion, que em português fica Adão Leão) daí é transferido de Chester Arthur para Charles Darwin, uma escola exclusiva a animais antropomórficos.
Na nova instituição, dirigida por Pixiefrog (Diretor Sapão), Adam conhece Jake Spidermonkey (Jake Macaco-Aranha), um macaco extrovertido que logo se torna seu melhor amigo.
Os episódios da série são independentes uns dos outros, mas geralmente se passam na escola, onde Adam se socializa com os demais animais; entre eles, Windsor Gorilla, Slips Python, Lupe Toucan, Ingrid Giraffe e Henry Armadillo. Normalmente, o desenho foca as experiências de Adam em conviver com os novos amigos, o que se torna um desafio, e sua paixão não correspondida por Kerry, uma garota fora da escola. Além disso, alguns episódios retratam conflitos envolvendo o tubarão Virgil Sharkowski, que intimida crianças menores e incomoda outros animais, assim como situações comuns a meios escolares, como aulas, brincadeiras, entre outros.

## Produção
A série estadunidense surgiu de um roteiro original idealizado pelo casal Timothy Cahill e Julie McNally Cahill em 2005. Os criadores também atuaram como produtores executivos e consultores criativos durante toda a produção do programa. Auxiliares, Victoria McCollum foi a produtora da série da primeira até a terceira temporada; Haven Alexander finalizou o cargo na quarta temporada. O roteiro também recebeu a contribuição de outros escritores: Tom Sheppard, Roger Eschbacher, Mitchell Larson e Adam Pava.
A direção de arte de My Gym Partner's a Monkey recaiu a Stephen Nicodemus e Dan Krall, responsáveis pela ilustração dos cenários e dos personagens. Os animadores Chris Savino e John McIntyre também participaram da composição artística de alguns elementos da série, os quais lhe renderam indicações ao Annie Award posteriormente pelo trabalho realizado. Além dos citados, Gary Hartle foi supervisor de direção na primeira e segunda temporada.

### Elenco original
Nos Estados Unidos, os personagens principais, Adam Lyon e Jake Spidermonkey, foram dublados respectivamente por Nika Futterman e Tom Kenny. Futterman também atuou como Chameleon, e Kenny interpretou Henry Armadillo e Dickie Sugarjumper. Rick Gomez dublou dois personagens masculinos principais: Windsor Gorilla e Slips Python; assim como Gomez, Grey DeLisle deu voz às principais femininas: Lupe Toucan, Ingrid Giraffe, Geraldine Sharon Warthog e Gazelle.
Maurice LaMarche interpretou Poncherello Pegone Pixiefrog, o diretor da escola em que as demais personagens estudam. Phil LaMarr, por sua vez, performou Virgil Sharkowski, o vilão de série, e Endugu Elephant. Tiffany Gills, a professora de educação física, teve a voz de Brian Doyle-Murray. Por fim, Cree Summer dublou Kerry, a garota por quem o protagonista é apaixonado.

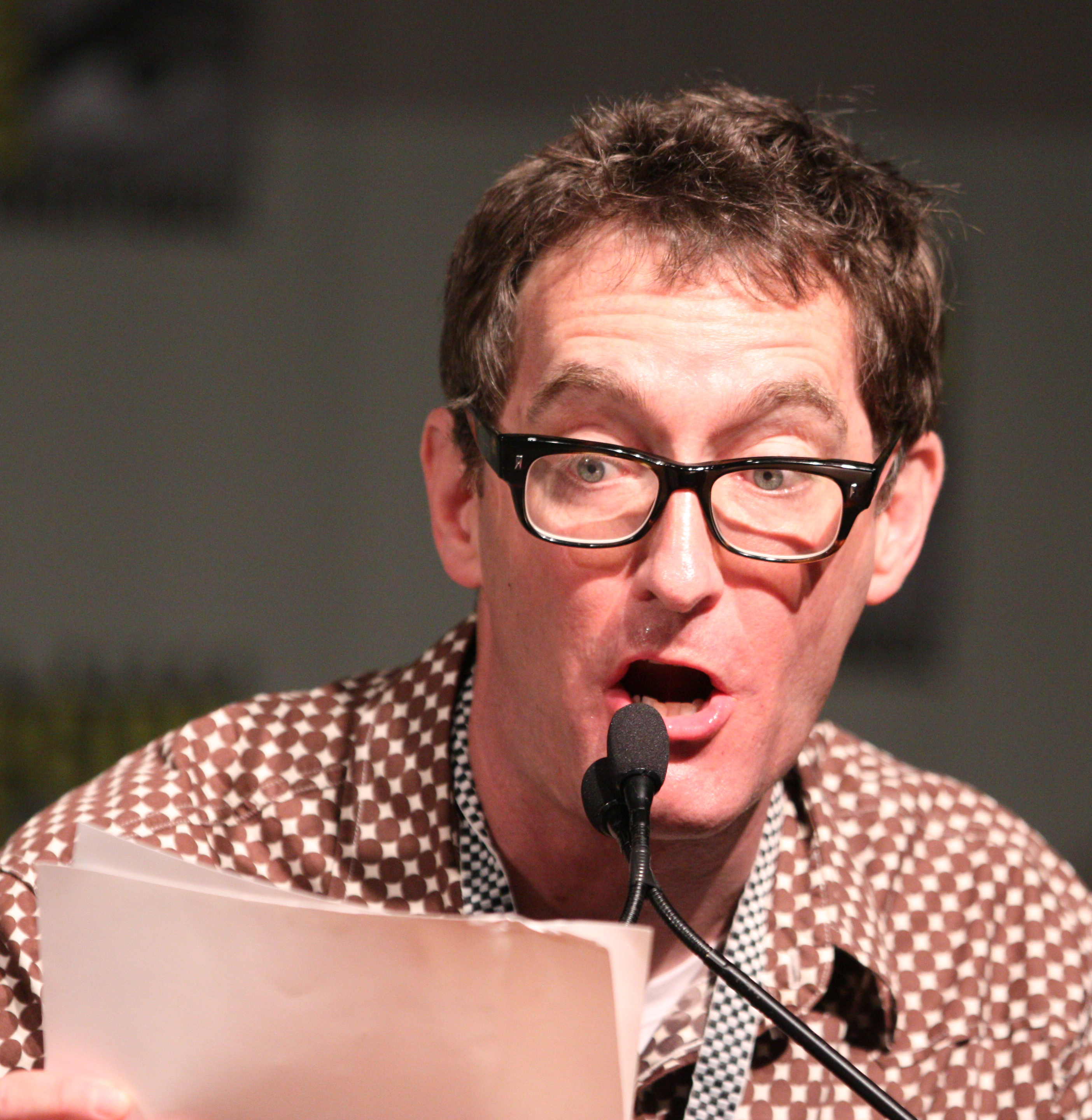
Tom Kenny
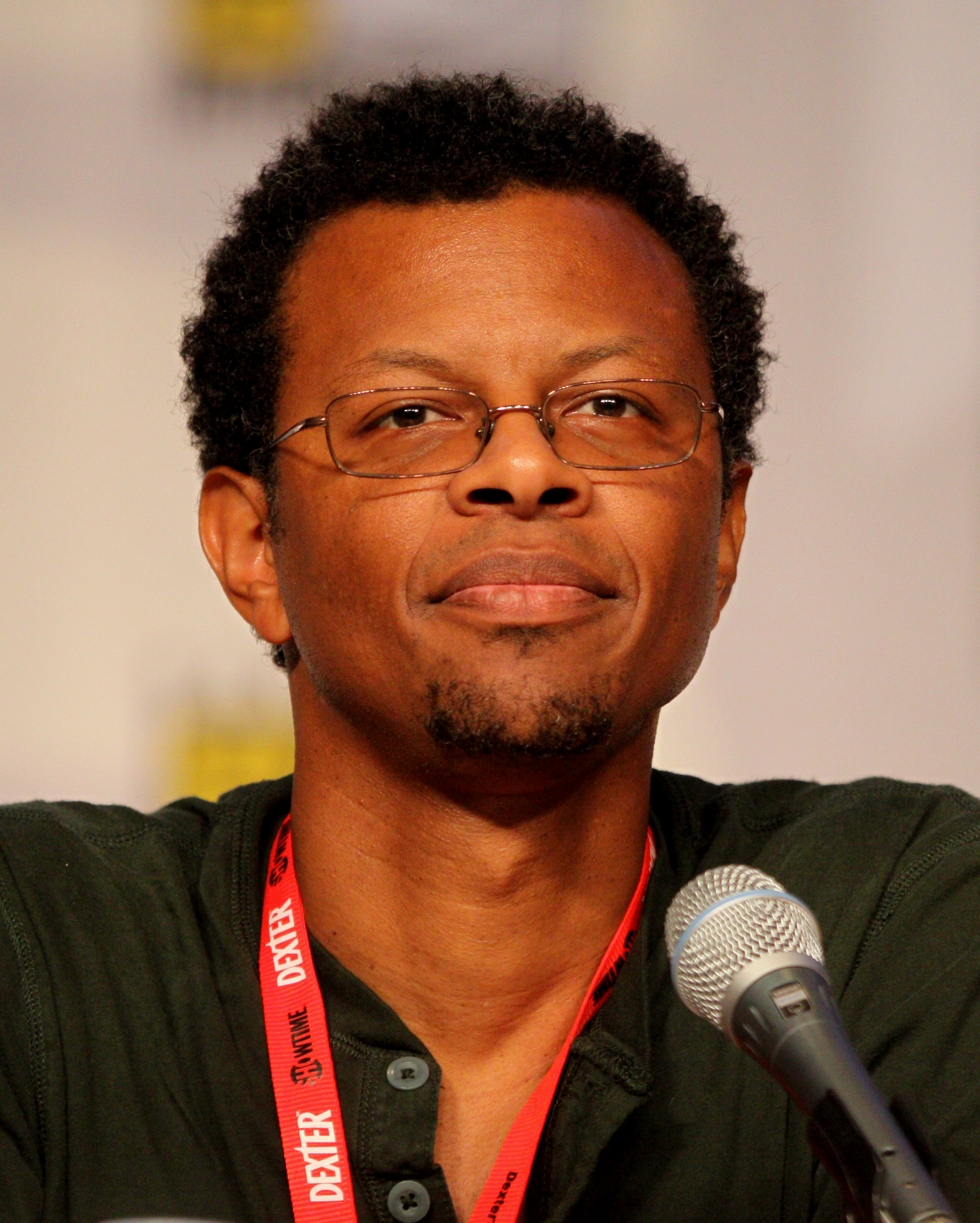
Phil LaMarr
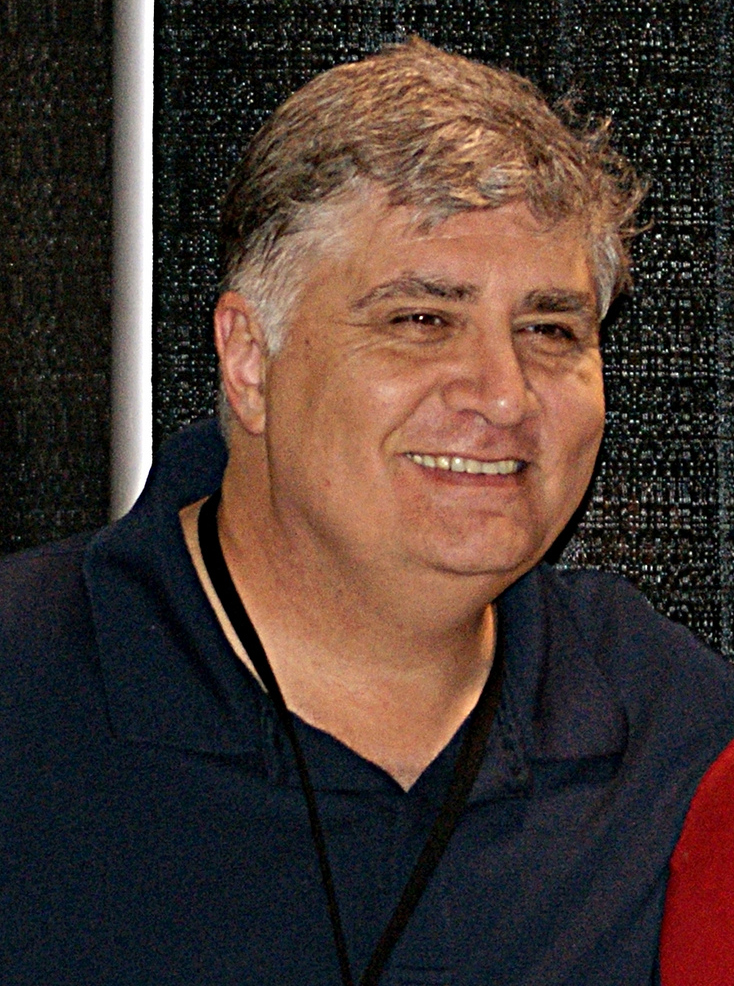
Maurice LaMarche

### Dublagem brasileira
No Brasil, a dublagem foi organizada por Hélio Ribeiro e Leonardo José, dos estúdios de gravação Som de Vera Cruz e Wan Mächer, situados na cidade do Rio de Janeiro. Luciano Monteiro foi o responsável pela voz de Adão Leão, enquanto Gustavo Nader, pela voz de outro personagem principal, Jake Macaco-Aranha. Jorge Vasconcellos ocupou a posição de Maurice LaMarche ao interpretar o Diretor Sapão; os estudantes Gorila Windsor, Cobra Mansa, Lupe Tucano e Ingrid Girafa receberam a voz de Marco Antônio Costa, Gutemberg Barros, Sérgio Stern, Angélica Borges e Ana Lúcia Menezes, respectivamente.
Carla Pompílio dublou Gazela e Luiz Carlos Persy, a Treinadora Gluby; as personagens que compõem o corpo docente da escola. Henry Armadillo, interpretado originalmente por Tom Kenny, foi atuado por Alexandre Moreno na dublagem brasileira. José Leonardo, que já havia trabalhado em outras séries de desenho animado da Cartoon Network, deu voz a Virgil Sharkowski. Ainda, Hamilton Ricardo e Eduardo Borgueth foram responsáveis pela representação de personagens recorrentes.

## Personagens

Personagens principais de My Gym Partner's a Monkey

A animação gira em torno das aventuras de Adam Lyon, um estudante da primeira série, o qual é transferido da Escola Chester Arthur para a Escola Charles Darwin, após um erro de digitação de seu nome. Na nova instituição, Adam conhece Jacob "Jake" Spidermonkey e os dois se tornam melhores amigos. Ao lado da série, Adam mostra ser apaixonado por Kerry, uma garota fora da escola, e um grande fã do super-herói Capitão Clowny. Jake é um macaco-aranha, possessivo, emocional e dramático; odeia ficar longe de seu melhor amigo e tem um irmão mais alto muito parecido com ele.[carece de fontes?]
Além das protagonistas, no colégio em que estudam, também há Windsor Gorilla, um gorila-ocidental-das-terras-baixas muito inteligente que discursa calmamente e aconselha os demais estudantes; Slips Python, um python-verde macho fracassado e sonhador; Guadalupe Toucan, uma tucano-de-bico-arco-íris fêmea materialista e amargurada, que é fascinada pela cultura popular e Ingrid Giraffe, uma girafa-masai insegura e exagerada. Na administração do Charles Darwin, está Poncherello Pegone Pixiefrog, um sapo-duende, rigoroso, justo e apavorado por advogados.[carece de fontes?]
Regularmente, aparecem Geraldine Sharon, uma javali-africano fêmea, assistente de Poncherello; Gazelle, uma gazela enfermeira que serve à escola; Virgil "Bull" Sharkowski, um tubarão-touro que gosta de bater em crianças menores e rouba seus lanches; Tiffany Gills, uma peixinho-dourado fêmea, professora de educação física e Chameleon, uma camaleão fêmea, professora de teatro. Apresentam-se ainda o tatu Henry Armadillo, o petauro-do-açúcar Dickie Sugarjumper e o elefante-africano Endugu.[carece de fontes?]

## Exibição
Depois da exibição do episódio piloto em 26 de dezembro de 2005, no país de origem, a série passou a ser transmitida às sextas-feiras pela Cartoon Network. Um filme para televisão, intitulado The Big Field Trip, baseado em My Gym Partner's a Monkey, foi ao ar em 14 de junho de 2007, como parte da terceira temporada. Ainda, um episódio especial, "The Darn Platypus", foi exibido em 18 de maio de 2007. A série terminou na quarta temporada, finalizada em 27 de novembro de 2008, com "A Thanksgiving Carol".
A série foi reprisada nos Estados Unidos pelo programa de variedades Cartoon Planet, com início em 27 de abril de 2012, porém sua transmissão foi cancelada após o fim do programa, em 8 de fevereiro de 2014. O desenho recebeu a classificação indicativa de não recomendado para menores de sete anos pela Orientação Parental de TV.
Dois volumes em DVD foram lançados na Região 4 (que abrange América Latina, Austrália e Nova Zelândia). O primeiro, intitulado My Gym Partner's a Monkey — King of Jungle, foi distribuído em 4 de abril de 2007, com destaque a seis episódios que totalizaram 150 minutos. O segundo, My Gym Partner's a Monkey — Monkey Business, foi lançado no dia 23 de janeiro de 2008, com 7 episódios em um total de 154 minutos.

### Exibição internacional
Meu Amigo da Escola É Um Macaco foi apresentada no Brasil no Bom Dia & Companhia, programa infantil do Sistema Brasileiro de Televisão que exibe inúmeros desenhos animados, avaliado pelo Sistema de Classificação Indicativa Brasileiro, como livre para todos os públicos. A série foi transmitida pelo SBT de 31 de março de 2006 a 2009 e pela Cartoon Network do Brasil entre 2005 e 2008. Assim como foi distribuída pela filial da Cartoon Network, pertencente à Turner Broadcasting System, a Cartoon Network de Portugal a executou (embora, a sua exibição tenha sido em inglês).
| Ano         | País      | Língua            | Emissora                        | Título                                                                          |
| ----------- | --------- | ----------------- | ------------------------------- | ------------------------------------------------------------------------------- |
| 2005—2008   | Brasil    | Língua portuguesa | Cartoon Network Brasil          | Meu Amigo da Escola É Um Macaco                                                 |
| 2006—2009   | Brasil    | Língua portuguesa | Sistema Brasileiro de Televisão | Meu Amigo da Escola É Um Macaco                                                 |
| 2007—2009   | Portugal  | Língua portuguesa | Cartoon Network Europa          |                                                                                 |
| 2008        | Argentina | Língua espanhola  | Telefe                          | Mi compañero de clase es un mono (América Latina) Un mono en mi clase (Espanha) |
| 2008—2009   | Bolívia   | Língua espanhola  | Red UNO                         | Mi compañero de clase es un mono (América Latina) Un mono en mi clase (Espanha) |
| 2009—2010   | Chile     | Língua espanhola  | Megavisión                      | Mi compañero de clase es un mono (América Latina) Un mono en mi clase (Espanha) |
| 2010—2011   | Colômbia  | Língua espanhola  | RCN Televisión                  | Mi compañero de clase es un mono (América Latina) Un mono en mi clase (Espanha) |
| 2011—2012   | Espanha   | Língua espanhola  | Boing                           | Mi compañero de clase es un mono (América Latina) Un mono en mi clase (Espanha) |
| 2012—2013   | Nicarágua | Língua espanhola  | Telenica                        | Mi compañero de clase es un mono (América Latina) Un mono en mi clase (Espanha) |
| 2013—2014   | México    | Língua espanhola  | Canal 5 da Televisa             | Mi compañero de clase es un mono (América Latina) Un mono en mi clase (Espanha) |
| 2014—2015   | Uruguai   | Língua espanhola  | Saeta TV Canal 10               | Mi compañero de clase es un mono (América Latina) Un mono en mi clase (Espanha) |
| 2015—2016   | China     | Língua chinesa    | Boomerang                       | 我的麻吉是猴子                                                                  |
| 2016—2017   | França    | Língua francesa   | Cartoon Network França          | Mon copain de classe est un singe                                               |
| 2017 (test) | Canadá    | Língua francesa   | Télétoon                        | Mon copain de classe est un singe                                               |
| 2017        | Turquia   | Língua turca      | Cartoon Network Turquia         | Jimnastik Arkadaşım Bir Maymun                                                  |
| 2017—2018   | Itália    | Língua italiana   | Boing                           | Quella scimmia del mio amico                                                    |

### Vinheta de abertura
O tema de abertura de My Gym Partner's a Monkey foi produzido originalmente pela Cartoon Network a fim de informar aos telespectadores uma premissa do que se trata a série. A letra da canção faz uma breve alusão à história da protagonista Adam Lyon e foi traduzida em diversos idiomas para que pudesse ser compreendida onde fosse reproduzida. Os dubladores do personagem foram encarregados de executá-la em suas respectivas línguas.
Com uma perspectiva narrativa, a vinheta de abertura descreve a adaptação de Adam na Escola Charles Darwin: ele diz que ia a uma instituição para estudantes humanos normais; porém, um erro de digitação provocou uma confusão e foi transferido para um colégio exclusivo a animais. Assim, "por causa de [seu] nome, [seu] amigo é um animal". A ilustração da vinheta foi realizada pelos diretores artísticos do desenho: Chris Savino e John McIntyre.

## Lançamento e repercussão

### Audiência
My Gym Partner's a Monkey conquistou índices satisfatórios para a Cartoon Network, tendo em vista que eram exibidos dois episódios às sextas-feiras das 21h às 21h30min. O episódio piloto foi visto por 1,2 milhões de telespectadores e o seguinte, por 1,3 milhões de crianças entre dois a onze anos, consoante dados fornecidos pela Nielsen Media Research, sistema de medição de audiência estadunidense. Consolidou, portanto, a primeira colocação da televisão dos Estados Unidos, sendo considerado como público garotos de dois a onze anos de idade.

### Avaliação em retrospecto
A série foi recebida positivamente em seu país origem, recebendo inúmeras críticas positivas. William Barker, da Web Wombat, avaliou positivamente a versão para DVD, King of the Jungle, com uma pontuação de 70%, e acrescentou: "Com uma premissa original (e... devo dizer única?), My Gym Partner's a Monkey faz uma relaxante mudança dos desenhos com super-heróis e mutantes para uma animação cativante [e], embora esta seja distante dos romances e das produções artísticas impressionantes que já assisti, é muito bonita e divertida, atraindo inclusive o público mais velho". Larisa Wiseman, do Common Sense Media, deu à série três de cinco estrelas e justificou: "É difícil saber a que público se destina essa produção, já que o estilo e a arte apelam para estudantes do ensino fundamental, enquanto as piadas e as lições de vida visam um grupo mais adulto [...] no geral, My Gym Partner's a Monkey é louvável pelo esforço para incluir em todos os episódios uma mensagem sutil às pessoas que a assistem, sem deixar de entreter os espectadores jovens com um macaco, ora irritante, ora divertido".

### Prêmios e indicações
My Gym Partner's a Monkey recebeu cinco indicações em duas diferentes premiações: quatro delas no Annie Awards, condecoração destinada exclusivamente a produções animadas, porém a série não conseguiu a vitória em nenhuma categoria. Entretanto, conseguiu ganhar a única indicação ao Emmy Awards: Narina Sokolova, na categoria Realização Individual em uma Série de Animação (Outstanding Individual Achievement in Animation).
| Ano  | Prêmio       | Categoria                                          | Indicação       | Resultado |
| ---- | ------------ | -------------------------------------------------- | --------------- | --------- |
| 2006 | Annie Awards | Melhor Roteiro em uma Série de Animação            | Tom Sheppard    | Indicado  |
| 2006 | Annie Awards | Melhor Design de Produção em uma Série de Animação | Dan Krall       | Indicado  |
| 2007 | Emmy Awards  | Realização Individual em uma Série de Animação     | Narina Sokolova | Venceu    |
| 2007 | Annie Awards | Melhor Roteiro em uma Série de Animação            | Tom Sheppard    | Indicado  |
| 2007 | Annie Awards | Melhor Animador e Produção Artística               | Jim Worthy      | Indicado  |